# ادموندو ریبه‌رو
ادموندو ریبه‌رو (اسپانیایی: Edmundo Rivero‎؛ ‏ ۸ ژوئن ۱۹۱۱ – ۱۸ ژانویهٔ ۱۹۸۶) خواننده، موسیقی‌دان و آهنگساز نامدار سبک تانگو اهل آرژانتین بود. ریبه‌رو گیتار کلاسیک آموخت و همچنین به عنوان خواننده آموزش دید؛ او صدای بم-باریتون ژرف داشت که یکی از ویژگی‌های بارز او بود.